# Abacopteris presliana
Abacopteris presliana là một loài thực vật có mạch trong họ Thelypteridaceae. Loài này được (Ching) Ching mô tả khoa học đầu tiên năm 1938.